# Бил Евънс
Уилям Джон Евънс (на английски: William John Evans, по-известен като Bill Evans) е американски джаз пианист.

## Биография
Той е роден на 16 август 1929 година в Плейнфийлд, Ню Джърси. Баща му Хари е от уелски произход, а майката Мари – от руски. Брака им е труден заради пиянството и комарджийството на Хари. Бил има по-голям брат, Харолд, с когото е много близък. Започва музикалната си кариера през 50-те години, бързо печели популярност и е определян като един от най-влиятелните джаз пианисти на следвоенния период. С използването на импресионистични хармонии, новаторски интерпретации на традиционния джазов репертоар и характерните ритмично независими мелодични линии той оказва силно влияние върху цяло поколение пианисти, като Чък Кърия, Хърби Ханкок и Мишел Петручани.
След продължителни проблеми с наркотиците, Бил Евънс умира на 15 септември 1980 година във Форт Лий.

## Дискография
Албуми
- 1956 New Jazz Conceptions / Original Jazz
- 1958 Everybody Digs Bill Evans / Original Jazz
- 1959 On Green Dolphin Street / Milestone
- 1959 Portrait in Jazz / Original Jazz
- 1961 Nirvana / Atlantic
- 1961 Sunday at the Village Vanguard (live) / Original Jazz
- 1961 Explorations / Original Jazz
- 1961 More from the Vanguard / Milestone
- 1961 Waltz for Debby / Original Jazz
- 1962 Undercurrent / Blue Note Records
- 1962 Empathy / Verve
- 1962 How My Heart Sings! / Original Jazz
- 1962 Moonbeams / Original Jazz
- 1963 V.I.P.S Theme Plus Others / MGM
- 1963 Bill Evans Trio at Shelly’s Manne-Hole / Original Jazz
- 1963 Conversations with Myself / Verve
- 1963 The Solo Sessions, Vol. 1 / Milestone
- 1963 The Solo Sessions, Vol. 2 / Milestone
- 1963 Time Remembered / Milestone
- 1963 Trio '64 / Verve
- 1964 Trio Live / Verve
- 1965 Bill Evans Trio with Symphony Orchestra / Verve
- 1965 Trio '65 / Verve
- 1966 A Simple Matter of Conviction / Verve
- 1966 Bill Evans at Town Hall / Verve
- 1966 Intermodulation / Verve
- 1967 California, Here I Come / Verve
- 1967 Further Conversations with Myself / Verve
- 1968 Bill Evans at the Montreux Jazz Festival (live) / Verve
- 1968 Bill Evans Alone / Verve
- 1969 What’s New / Verve
- 1969 Alone / Verve
- 1970 Montreaux, Vol. 2 / CTI
- 1970 From Left to Right / MGM
- 1971 Bill Evans Album / Columbia
- 1972 Living Time / Columbia
- 1973 The Tokyo Concert (live) / Original Jazz
- 1973 From the Seventies / Fantasy
- 1974 Symbiosis / Verve
- 1974 Intuition / Original Jazz
- 1974 Re: Person I Knew / Original Jazz
- 1974 Since We Met / Original Jazz
- 1975 Alone (Again) / Fantasy
- 1975 Eloquence / Fantasy
- 1975 Montreaux, Vol. 3 (live) / Original Jazz
- 1975 The Tony Bennett/Bill Evans Album / Original Jazz
- 1976 Quintessence / Original Jazz
- 1977 Cross-Currents / Original Jazz
- 1977 You Must Believe in Spring / Warner Bros.
- 1978 New Conversations / Warner Bros.
- 1979 Paris Concert, Edition Two (live) / Elektra
- 1979 I Will Say Goodbye / Original Jazz
- 1979 Paris Concert, Edition One (live) / Elektra
- 1979 We Will Meet Again / Warner Bros.
- 1979 Affinity / Warner Bros. (заедно с Тутс Тилеманс)